# František Kutiš
František Kutiš (13. listopadu 1908 – 28. prosince 1970 Tábor) byl český a československý politik Komunistické strany Československa a poúnorový poslanec Národního shromáždění ČSR a Národního shromáždění ČSSR.

## Biografie
Původně byl soukromým zemědělcem. Hospodařil na výměře pět hektarů ve Skrýchově u Milevska. Od roku 1945 agitoval za KSČ na českém venkově a domovský Skrýchov se díky jeho působení stal jednou z bašt podpory KSČ.
Sehrál významnou roli během únorového převratu v roce 1948, kdy předsedal Svazu rolnických komisí a vyslovil se veřejně na podporu komunistů na demonstraci na Staroměstském náměstí v Praze 21. února 1948. Následně pak sjezd Svazu rolnických komisí 28. a 29. února potvrdil převzetí moci komunisty.
Po únoru pracoval jako ředitel státního statku v Táboře. K roku 1954 se profesně uvádí jako člen JZD v obci Skrýchov. Byl mu udělen Řád 25. února, Řád práce a Řád republiky.
Po volbách roku 1948 byl zvolen do Národního shromáždění za KSČ ve volebním kraji Tábor. Mandát nabyl až dodatečně v říjnu 1952 jako náhradník poté, co rezignoval poslanec Josef Čihák. Mandát získal i ve volbách v roce 1954 (volební obvod České Budějovice) a ve volbách v roce 1960 (nyní již jako poslanec Národního shromáždění ČSSR za Jihočeský kraj, podílel se na projednání ústavy ČSSR v roce 1960). V parlamentu zasedal do konce funkčního období, tedy do voleb v roce 1964.
Zemřel v prosinci 1970 v táborské nemocnici.